# Araneus aralis
Araneus aralis là một loài nhện trong họ Araneidae.
Loài này thuộc chi Araneus. Araneus aralis được miêu tả năm 1981 bởi Bakhvalov.